# Кухня Мали

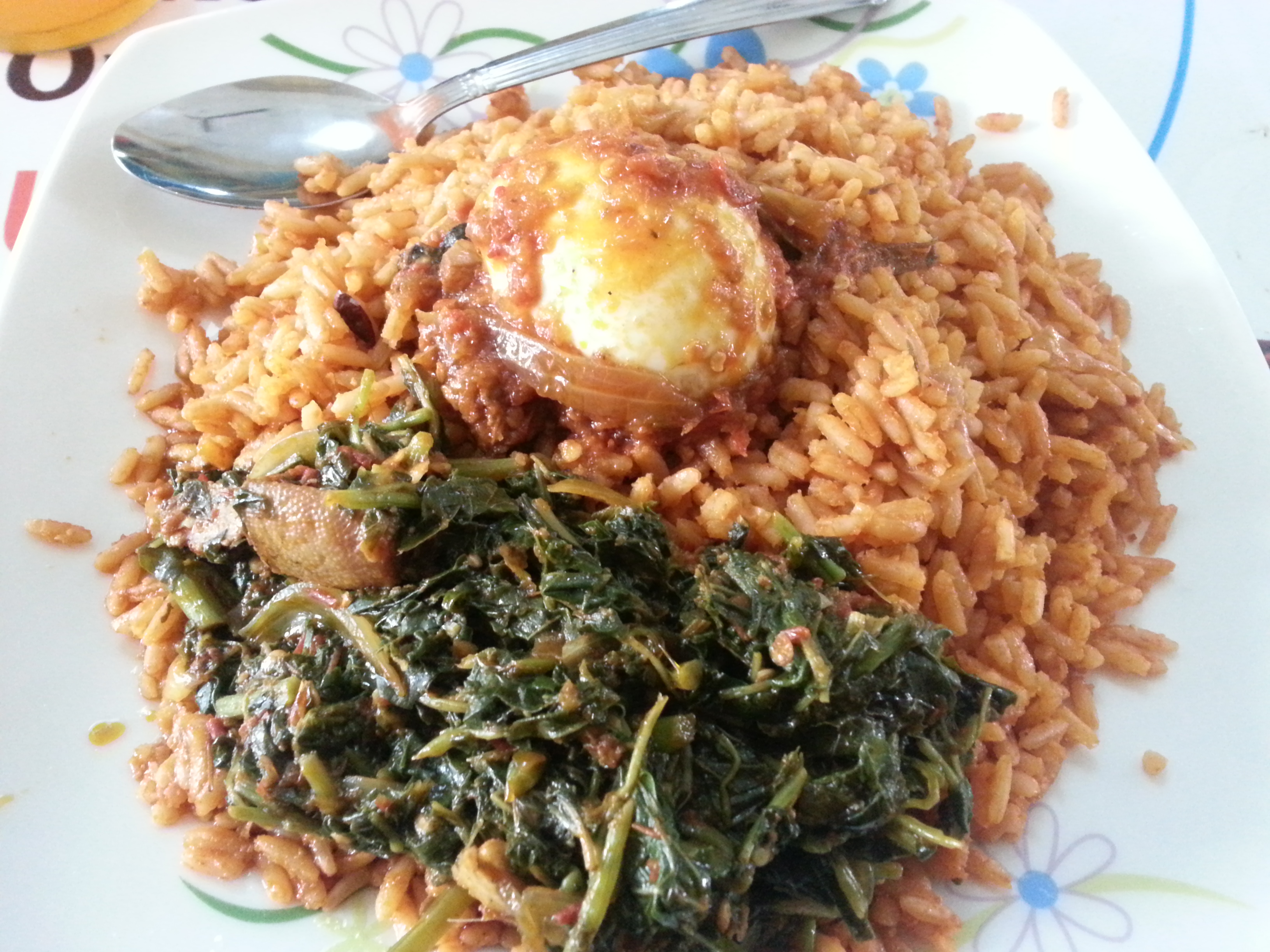
Рис Джолоф с овощами и варёным яйцом

Малийская кухня является частью западноафриканской кухни, варьируется в зависимости от региона Мали.
Основными зерновыми культурами являются рис и просо. Из овощей культивируются картофель, батат, окра. Зёрна, каши обычно готовят с соусами из листьев батата, пастой из ферментированных семян рожкового дерева — сумбала, семенами тамаринда, соусом из мелко смолотых сушёных листьев баобаба — орониг, или томатно-арахисовым соусом.
Традиционные блюда в Мали — фуфу, рис Джолоф и арахисовое рагу (maafe).
Блюда могут сопровождаться кусками жареного мяса: обычно это курица, баранина, говядина или коза. Местное население часто готовит густые супы, заправленные сушёными листьями баобаба, розеллы, джута. Популярным фруктом является манго.